# Plateau de Langres
Pour les articles homonymes, voir Langres (homonymie).
Le plateau de Langres (ou plateau de Langres-Châtillonnais) est situé au centre du seuil morvano-vosgien, entre les régions Grand Est et Bourgogne-Franche-Comté. La Seine et l'Aube y prennent leur source, ainsi que la Marne sur l'un de ses rebords. Il ne doit pas être confondu avec le promontoire abrupt sur lequel se trouve la ville de Langres, et qui se limite à cette seule ville, le plateau de Langres étant beaucoup plus étendu.

## Topographie
Ce plateau s'étend entre la dépression de l'Auxois au sud-ouest, la Côte dijonnaise au sud-est, les côtes du Barrois champenois au nord-ouest et les plateaux de la Saône au nord-est. Il couvre environ les deux-tiers nord de la Côte-d'Or et le sud-ouest de la Haute-Marne (grand sud-ouest de l'arrondissement de Langres). Malgré son nom associé à la ville de Langres, le point culminant de ce plateau se situe à l'Ouest de Dijon, nommé la roche Aigüe (604 m, 47° 20′ 06,9″ N, 4° 48′ 37,4″ E), sur la commune d'Ancey. Le point culminant en Haute-Marne est le Haut de Baissey avec une altitude de 523 mètres.

## Géomorphologie

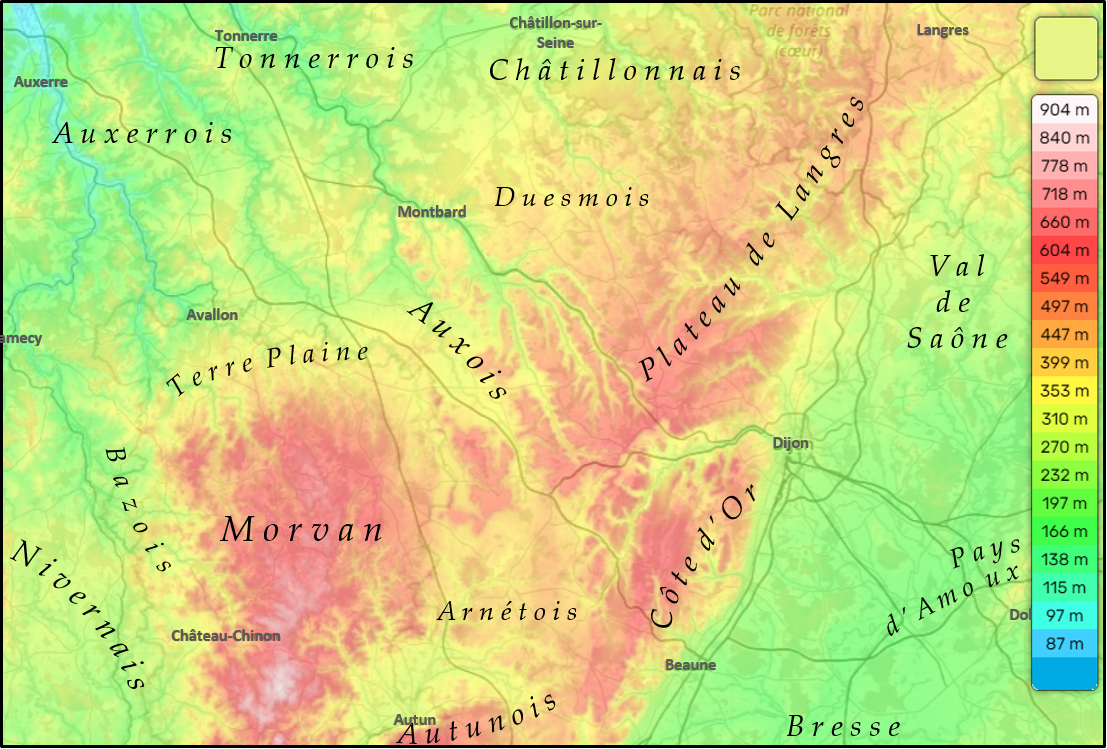
Carte topographique de la région dans laquelle le plateau de Langres-Châtillonnais se situe.

Le plateau de Langres-Châtillonnais est composé de roches sédimentaires, essentiellement de calcaire oolithique formé durant le Bathonien et le Bajocien. Il en résulte un important réseau karstique dont l'activité hydrogéologique se manifeste notamment par de nombreuses exsurgences telles que celles de la Marne, de la Douix, de la Coquille, de la Bèze et de la Laigne.

## Hydrographie
Le plateau de Langres-Châtillonnais donne naissance à la Seine ainsi qu'à deux de ses affluents majeurs : la Marne et l'Aube. De nombreux autres cours d'eau y prennent leur source, la Vingeanne, la Tille, l'Ource, et l'Aujon. Sur le plateau de Langres se trouve une particularité exceptionnelle, un point triple hydrographique européen, situé à 453 m d'altitude au sud du village de Récourt (commune de Val-de-Meuse), à l'intersection des lignes de partage des eaux séparant les bassins versants Seine Atlantique et Manche - Meuse mer du Nord - Rhône Méditerranée et donc ceux de la Seine, de la Meuse et (via la Saône) du Rhône (47° 56′ 29,173″ N, 5° 30′ 17,183″ E
). De plus, à environ une centaine de kilomètres au sud-ouest se trouve la source de l'Arroux (affluent de la Loire) tandis que la Moselle (affluent du Rhin) passe à Remiremont, à l'est du point triple.
Ce point triple, le seul de France et même (si l'on ne distingue pas le bassin de la Baltique de celui de la mer du Nord, son seul exutoire, ni pour la même raison ceux de l'Adriatique, de la mer Égée, de la mer Noire et des détroits gréco-turcs de celui de la Méditerranée) le seul de l'Union européenne, est situé sur la longue ligne de partage des eaux traversant toute l'Eurasie du détroit de Gibraltar au détroit de Béring ; il y marque la jonction avec une ligne de partage des eaux accessoire allant jusqu'au pas de Calais, séparant le bassin de l'Atlantique (et de la Manche) de celui de la mer du Nord (et de la Baltique).

## Parc national de forêts
Le 11e parc national français intitulé parc national de forêts est créé le 6 novembre 2019,. Partagé entre les départements de la Côte-d'Or et la Haute-Marne, il concerne un territoire situé en intégralité sur le plateau de Langres. La zone d'étude du cœur est de 76 622 ha, l'aire optimale d'adhésion de 241 781 ha et le projet de réserve intégrale de 3 100 ha.